# Casa de Choquechaca 366-384
La Casa de Calle Choquechaca N° 366-384 es una casona colonial ubicada en la calle Choquechaca del barrio de San Blas en el centro histórico del Cusco, Perú.
Desde 1972 el inmueble forma parte de la Zona Monumental del Cusco declarada como Monumento Histórico del Perú. Asimismo, en 1983 al ser parte del casco histórico de la ciudad del Cusco, forma parte de la zona central declarada por la UNESCO como Patrimonio Cultural de la Humanidad.
Inmueble de dos niveles y patios en cuatro andenes. Frontis simétrico con contrazócalo de piedra, vanos de dintel de madera y jambas líticas. El acceso al primer desnivel es a través de escalera lítica tipo imperial. El Patio principal es configurado por tres crujías, con balcones corridos sustentados por ménsulas todo en carpintería sencilla. Este monumento ha sido tipológicamente alterado pero es importante su integración a la topografía de marcada
pendiente y el manejo de espacios abiertos que en principio tenía.
En esta casona funciona el conocido restaurante cusqueño Quinta Eulalia.